# Dennison (Minnesota)
Dennison – miasto w Stanach Zjednoczonych, w stanie Minnesota, w hrabstwie Rice.